# Carl Eckhard
Carl Maria Joseph Eckhard (* 13. März 1822 im Krenkinger Schloss in Engen; † 30. August 1910 in Mannheim) war ein badischer Jurist, Unternehmer und Politiker. Er begann seine Laufbahn als Staatsbeamter in Donaueschingen, wo er in engem Kontakt mit den Fürsten von Fürstenberg stand. Im Verlauf der Badischen Revolution wechselte er zur so genannten Seekreisregierung nach Konstanz, woraufhin er vom Staatsdienst suspendiert wurde. Danach ließ er sich 1856 als Rechtsanwalt in Offenburg nieder, zog dort in den Gemeinderat ein und gehörte als nationalliberaler Abgeordneter ab 1861 dem Badischen Landtag, ab 1871 dem Reichstag an. Ab 1870 lebte er in Mannheim und war an der Gründung mehrerer Banken, allen voran der Rheinischen Kreditbank, beteiligt. Er gehörte dem Aufsichtsrat zahlreicher Banken und Unternehmen an, darunter auch der Badischen Anilin- und Sodafabrik, war Teilhaber mehrerer Webereien sowie der Lampertsmühle und bekleidete zahlreiche Ehrenämter.

## Leben

### Herkunft und frühe Jahre bei den Fürsten von Fürstenberg
Carl Eckhard war der Sohn des fürstlich-fürstenbergischen Oberamtmannes Carl Friedrich Eckhard und der Anna Maria Clavel und wurde im Krenkinger Schloss in Engen, das dem Vater als Dienstwohnung diente, geboren. Er besuchte erst die Volksschule in Engen, dann von 1833 bis 1839 das Lyzeum in Konstanz. Von Herbst 1839 an studierte er Jura in Freiburg im Breisgau, wo er bei seiner zehn Jahre älteren Schwester Sophie lebte. Während seines Studiums wurde er 1840 Mitglied der Burschenschaft Euthymia Freiburg. 1843 studierte er noch ein halbes Jahr in Heidelberg und kehrte dann nach Engen zurück. Dort beschäftigte er sich, nachdem er sich selbst als keinen guten Schüler und Studenten beschrieb, vorwiegend mit dem Selbststudium, um sich auf das Staatsexamen vorzubereiten. Das Examen bestand er im Frühjahr 1845 in Karlsruhe und wurde daraufhin in den badischen Staatsdienst aufgenommen. Nach einer kurzen Zeit als Volontär beim Bezirksamt Engen erhielt er zum 1. April 1845 eine Anstellung als Aktuar beim Bezirksamt Donaueschingen. Dort war er häufiger Gast am Hof und nahm rege am gesellschaftlichen Leben teil. Zum 1. März 1846 wechselte er als Rechtspraktikant nach Hüfingen, konnte aber aufgrund der räumlichen Nähe weiterhin am gesellschaftlichen Leben in Donaueschingen teilnehmen. Zu seinen Bekannten zählten Karl Egon II. zu Fürstenberg und seine Gattin, sowie die Nachkommen Karl, Max, Emil, Elisabeth und Pauline. Über seine Bekanntschaft mit dem Hofkapellmeister Jan Václav Kalivoda und dessen Kindern wurde Eckhard unterdessen im Gesang ausgebildet und trat daher auch als Sänger bei gesellschaftlichen Anlässen in Erscheinung. Vom fürstlich-fürstenbergischen Hoforchester begleitet sang er z. B. die Rolle des Tell in Rossinis gleichnamigem Stück während des eidgenössischen Sängerfestes in Schaffhausen 1846. Die Aufführung war so erfolgreich, dass sie wenig später am Donaueschinger Hof wiederholt wurde. Am fürstenbergischen Hof machte Eckhard auch die nähere Bekanntschaft der als Violinistinnen bekannt gewordenen Geschwister Maria und Teresa Milanollo. Carl Eckhard schätzte zwar die Vorzüge des Hoflebens, sah aber auch vielfach Neid und Intrigen, so dass er sich entschloss, einem eventuellen Ruf in den Hofdienst nicht zu folgen, sondern im Staatsdienst zu bleiben.

### Badische Revolution
Während es in Donaueschingen mit seiner höfischen Gesellschaft beschaulich zuging, zeigte sich in Hüfingen in den frühen 1840er Jahren bereits politischer Unmut. Eckhard, der sowohl Freunde bei Hofe als auch in den revolutionären Volksvereinen hatte, versuchte dabei mäßigend einen Mittelweg für sich zu finden. Als es zu den ersten Volksversammlungen bei Donaueschingen kam, war er daher auch als Berater des Fürsten zugegen und riet von Eskalationen durch den Aufzug bewaffneter fürstlicher Jäger und Förster ab. Die Versammlungen endeten friedlich.
Im Spätjahr 1848 wurde Eckhard Amtsverweser für das Amt Hüfingen, da sein Vorgänger nach Radolfzell versetzt worden war. Als es im weiteren Verlauf der badischen Revolution 1849 dann zur Einquartierung von Reichstruppen gegen den im Bodenseeraum agierenden Friedrich Hecker kam, verhielt sich Eckhard abermals mäßigend.
Im Mai 1849 wurde er von Lorenz Brentano in die so genannte Seekreisregierung nach Konstanz berufen. Dort teilte er sich mit seinem früheren Kommilitonen und jetzigen provisorischen Regierungsrat Gustav von Rotteck ein Amtszimmer und war mit diesem mit den Verhältnissen der Kirchen- und Pfarrhausbauten betraut, vor allem mit dem Beginn der Bauarbeiten für das Konstanzer Münster. Eckhard sah sich auch in der Seekreisregierung als Verwaltungsbeamter und pflegte Kontakte zum revolutionären wie auch zum konservativen Lager.
Nach dem Ende der Revolution im Juli 1849 bedeutete man ihm, dass eine Rückkehr in den bisherigen Staatsdienst ausgeschlossen sei und er den Unmut der preußischen Truppen zu spüren bekommen könnte, so dass er sich vorerst nach Emmishofen in die vor weiterer Verfolgung sichere Schweiz begab. Von dort aus kam er über St. Gallen und Trogen nach Feuerthalen. Von den übertriebenen Revolutionsschilderungen der anderen badischen Flüchtlinge angewidert, kehrte Eckhard auf eigene Veranlassung am 5. August 1849 nach Baden zurück. Zunächst nach Freiburg, wo sein Vater inzwischen lebte, dann nach Konstanz, wohin ihn der Regierungsrat Eisenlohr bestellt hatte und wo er am 24. August 1849 verhaftet wurde. Aus der Haft kam er bereits Anfang September 1849 wieder frei. Nach einer gerichtlichen Untersuchung wurde er 1850 vom Staatsdienst suspendiert, auch wenn man ihm vom Vorwurf des Hochverrats freisprach. Wegen der ihm auferlegten Prozesskosten ging Eckhard im Mai 1851 in Revision, der stattgegeben wurde.

### Jurist und Unternehmer in Mannheim und Offenburg
Über die Vermittlung seines Vetters Friedrich von Engelberg wurde er im Oktober 1849 dessen Nachfolger als Gehilfe beim Obergerichtsadvokaten Dr. Bertheau in Mannheim. In Mannheim machte er rasch die Bekanntschaft von Johann Philipp Zeller, der damals noch als Mundartdichter in Erscheinung trat, später aber den Mannheimer Altertumsverein gründete. Ansonsten stellt die frühe Mannheimer Zeit einen Tiefpunkt im Leben Eckhards dar. Er, der in Donaueschingen im gesellschaftlichen Leben stand, war in Mannheim mit nur wenigen Freunden einsam, und hatte außerdem eine ungewisse Zukunft, da das Urteil wegen seiner Teilnahme an der Seekreisregierung noch nicht gefallen war. Erst langsam stellte sich wieder ein größerer Bekanntenkreis ein, zu dem auch die Familie Röchling zählte, in deren Hause Eckhard in einem doppelt besetzten Quartett unter der Leitung des Kapellmeisters Ludwig Hetsch ältere Kirchenchöre sang.
Nachdem der Prozess und die Revision abgeschlossen waren, unternahm er im Oktober 1851 einen ersten erfolglosen Versuch, wieder in den Staatsdienst zu treten. Weitere Versuche schlossen sich an. 1854 wurde er unter Erlassung eines zweiten Staatsexamens aufgrund seiner Zeugnisse zum Referendär ernannt. Zu jener Zeit hatte sich Eckhard aber bereits dazu entschlossen, sich als Anwalt niederzulassen. Ursprünglich wollte er sich in Mannheim niederlassen, was ihm jedoch verwehrt blieb. Im Februar 1856 wurde er schließlich als Anwalt in Offenburg zugelassen.
Am 24. Mai 1856 heiratete er Fanny Röchling, nach einer kurzen Hochzeitsreise nach Holland zog das Paar an Eckhards neuen Wirkungsort Offenburg. Dort waren bereits drei Anwälte zugelassen, so dass Eckhard und seine Frau in anfangs sehr bescheidenen Verhältnissen lebten, an die sie sich jedoch anzupassen wussten. Nach dem Tod des Offenburger Bürgermeisters Wiedemer 1859 rückte Eckhard überraschend in den Kreis der Kandidaten für das Amt, da sich die Bürgerschaft von dem kürzlich Zugezogenen einen unvoreingenommenen Einfluss auf das angestammte Familien- und Parteiwesen erhoffte. Am 26. Januar 1860 wurde Eckhard dann vom großen Ausschuss zum Bürgermeister Offenburgs gewählt, lehnte das Amt jedoch ab, da er sich primär seinen beruflichen Aufgaben widmen wollte. Stattdessen gehörte er für acht Jahre dem Offenburger Gemeinderat an.
Noch in Offenburg war er an der Gründung der Spinnerei und Weberei Offenburg beteiligt, deren Aufsichtsrat er lange Jahre vorsaß. 1869 gründete er die Baumwollspinnerei und Weberei Kollnau, wo er ebenfalls den Vorsitz im Aufsichtsrat einnahm.

### Landtags- und Reichstagsabgeordneter
Von 1861 bis 1863 war Eckhard erstmals Abgeordneter des Wahlbezirks Offenburg im badischen Landtag. Dort und durch seine Tätigkeit in Offenburg machte er die Bekanntschaft mit einflussreichen Persönlichkeiten. Dazu zählten die Weinhändler Karl und Joseph Hebting sowie deren im Staatsdienst stehender Bruder Sales, der Fabrikant Paul Tritscheller, der Freiburger Oberbürgermeister Eduard Fauler und die badischen Minister Franz von Roggenbach und August Lamey. Durch sein parlamentarisches Engagement blieb ihm kaum noch Zeit für seine beruflichen Angelegenheiten, zu denen ein umfangreicher Bericht über das Polizeistrafgesetz gehörte. 1863 trat er deswegen aus der badischen Ständekammer aus und schlug Roggenbach als seinen Nachfolger vor, der dann auch gewählt wurde.
1864 wurde in Offenburg ein Kreisgericht eingerichtet, woraufhin eine große Anzahl von Beamten ihren Wohnsitz in der Stadt nahm. Darunter waren zahlreiche frühere Weggefährten Eckhards, darunter Gustav von Rotteck, der Gerichtspräsident Bohn sowie Wilhelm Gerbel, den Eckhard aus Mannheim kannte. Abermals über gemeinsame musikalische Leidenschaften schloss Eckhard auch Freundschaften mit Staatsanwalt Friedrich Kiefer und Oberstaatsanwalt Haaß, der im selben Haus wie Eckhard wohnte. Seine Freunde drängten ihn zu einer erneuten Kandidatur, so dass er für den Wahlbezirk Freiburg ab 1865 wieder dem Landtag angehörte, wo er von 1865 bis 1870 zum zweiten und 1871/72 zum ersten Vizepräsidenten gewählt wurde.
In seiner Zeit als Parlamentarier zählte Eckhard zu den Mitbegründern der Nationalliberalen Partei in Baden, der er zeitweilig auch vorstand. Er setzte sich für die Verwaltungsorganisation, die Neuordnung des Polizeistrafrechts und des Polizeistrafverfahrens, die Schulgesetzgebung, das Stiftungsgesetz, Gesetze zur Verbesserung des Handels und des Zollwesens und den Ausbau des Eisenbahnnetzes ein. Zu jener Zeit wurde ihm auch wieder ein höheres Staatsbeamtenamt angetragen, das er jedoch ablehnte. Später wurde ihm auch das Amt des Oberbürgermeisters von Karlsruhe angetragen, was er ebenfalls ablehnte.
Nach Gründung des Deutschen Reiches gehörte er von 1871 bis 1874 als Abgeordneter des Wahlkreises Großherzogtum Baden 7 (Offenburg – Oberkirch – Kehl) dem Reichstag an, wofür er aus dem badischen Landtag austrat. Sein Reichstagsmandat legte er 1874 nieder, als seine kaufmännischen Aktivitäten in den Vordergrund rückten. Gleichzeitig trat er vom Vorsitz der badischen Nationalliberalen zurück. Er blieb der nationalliberalen Partei jedoch weiter erhalten und setzte sich in den 1880er Jahren gemeinsam mit Franz Thorbecke für einen gesamtdeutschen Zusammenschluss der Partei ein, in den 1890ern stritt er für den Erhalt des Jesuitengesetzes.

### Kaufmännische Tätigkeit
Auf einen Vorschlag Kilian von Steiners hin wirkte Eckhard 1870 bei der Gründung der Rheinischen Kreditbank mit. Aus diesem Grund zog er damals wieder nach Mannheim. Aus der Rheinischen Kreditbank, der er zu Beginn der 1880er Jahre als Aufsichtsratsvorsitzender vorstand, gingen die Rheinische Hypothekenbank und die Pfälzische Hypothekenbank hervor. Mit dem Aufsichtsratsvorsitzenden der Rheinischen Hypothekenbank, Ferdinand Scipio, und dessen Bruder August war Eckhard freundschaftlich verbunden.
Eckhard war außerdem an der Gründung der Deutschen Vereinsbank, der Mannheimer Versicherungs-Gesellschaft sowie der Kontinentalen Versicherungsgesellschaft beteiligt und gehörte dem Aufsichtsrat dieser Unternehmen an. Vom Mannheimer Handelsstand wurde er daraufhin in die Handelskammer gewählt. Bei der Badische Anilin- und Sodafabrik war er jahrzehntelang stellvertretender Aufsichtsratsvorsitzender und nach dem Tode Kilian von Steiners von 1903 bis 1907 Aufsichtsratsvorsitzender. Außerdem war er Teilhaber der Lampertsmühle und gehörte dem Verwaltungsrat der pfälzischen Eisenbahnen an.
Seine meisten Ämter legte Eckhard altersbedingt mit Eintritt seines 80. Lebensjahres im Jahr 1902 nieder. Auch den Aufsichtsratsvorsitz der BASF wollte er 1903 zunächst nicht mehr einnehmen, wurde jedoch vielfach gedrängt und hat sich in den nachfolgenden Jahren noch um die Kooperation mit anderen Unternehmen, aus der später die I.G. Farben erwuchs, sowie um die Aufnahme der künstlichen Salpetergewinnung verdient gemacht, bevor er bei der Einkehr einer gewissen Ruhe im Geschäftsbetrieb 1907 mit 85 Jahren von dem ihm eingeräumten Recht des jederzeitigen Rücktritts Gebrauch machte.

### Ehrenämter

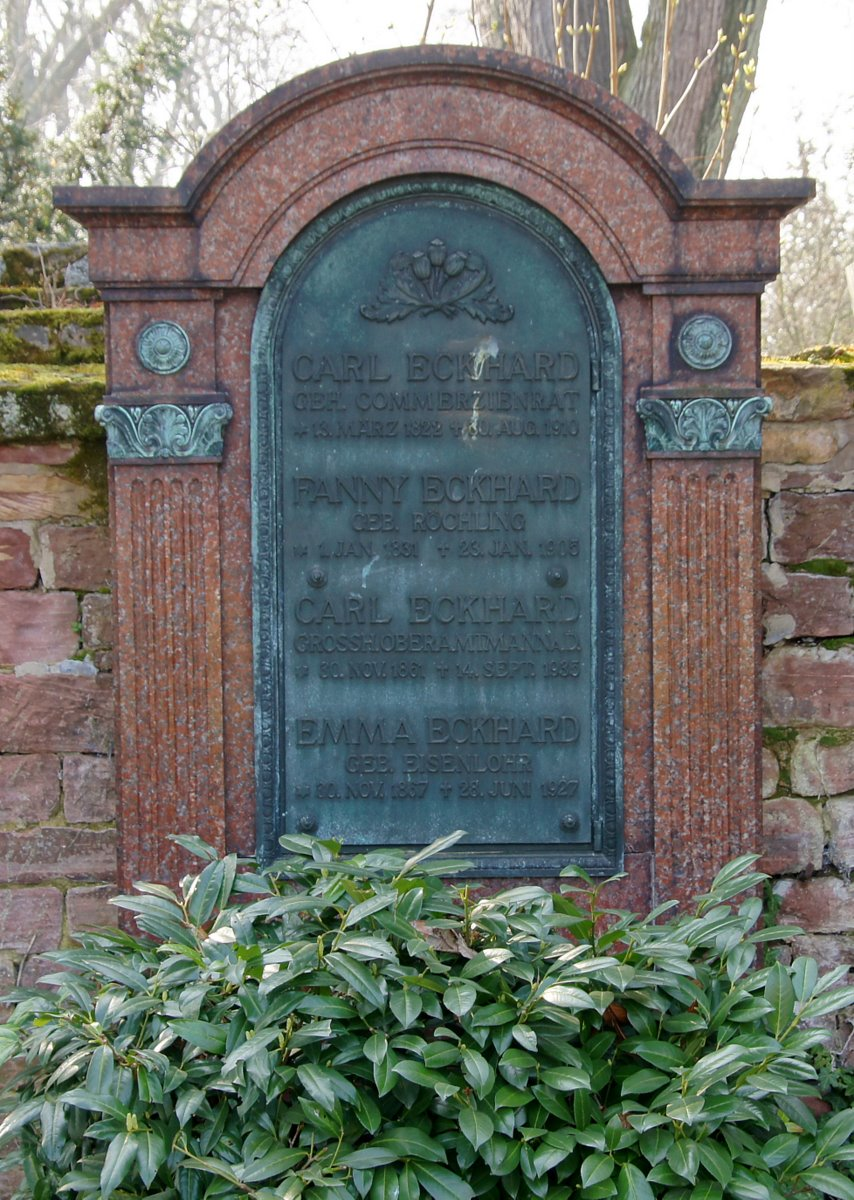
Grab in Mannheim

In seiner späten Lebensphase in Mannheim ab 1870 bekleidete er die Stelle eines Stadtverordneten und die des Mitglieds im Bezirksrats, ab 1871 gehörte er neben Heinrich Rumpel und August Scipio für sieben Jahre dem Komitee des Nationaltheaters an, außerdem war er in der Verwaltung der Deutschen Schillerstiftung und im Verwaltungsrat des Großherzoglichen Fräulein-Instituts tätig. Dessen Leiterin, ein Fräulein Sammet, war Gouvernante der beiden Töchter Eckhards und begleitete die Familie auch häufig auf Reisen.
Bald nach seiner Rückkehr nach Mannheim 1870 war der leidenschaftliche Sänger Eckhard in den Sängerbund Mannheim eingetreten, dessen Präsident er von 1877 bis 1892 war. Ab 1895 war er zudem Vorsitzender der Alt-Katholischen Gemeinde, führte für diese eine lokale Kirchensteuer ein und gründete einen Kirchenbaufonds für die der Gemeinde überlassene Mannheimer Schlosskirche.
Schließlich noch erwähnenswert ist sein Engagement im Literarisch-geselligen Verein Mannheim, für den er Vorträge über Hexenprozesse, den Hohentwiel, Konrad Widerholt sowie die Gefangennahme und Ermordung des Herzogs von Enghien durch Napoleon hielt.

## Grabstätte
Sein Grab auf dem Hauptfriedhof Mannheim ist ein Kolumbarium in Ädikulaform aus rotem Granit. Die Schrifttafel ist aus Bronze, verziert mit Rosetten und drei Mohnkapseln.